# Gerard Damiano
Gerardo Rocco „Gerard” Damiano (ur. 4 sierpnia 1928 w Nowym Jorku, zm. 25 października 2008 w Fort Myers) – amerykański reżyser, producent filmowy i scenarzysta, znany przede wszystkim z filmu pornograficznego Głębokie gardło (1972) z Lindą Lovelace i Harry Reemsem. Film ten był skandalem obyczajowym, a jednocześnie jednym z najbardziej dochodowych filmów w historii kina (koszt 25 tysięcy dolarów, przychód 600 milionów dolarów). Wyreżyserował także przebój Diabeł w pannie Jones (The Devil in Miss Jones, 1973), który zajął 7. miejsce na liście najbardziej dochodowych zdjęć magazynu „Variety” z 1973 roku (Głębokie gardło zajęło 11. miejsce w tym roku, drugi rok z rzędu na liście). Damiano jest jednym z przełomowych reżyserów tak zwanego Złotego Wieku Porno (1969–1984).

## Życiorys

### Wczesne lata
Urodził się w nowojorskim Bronx w rodzinie katolickiej włoskich imigrantów. Gdy miał sześć lat, zmarł jego ojciec. W młodości pracował na Times Square jako chłopiec do czyszczenia obuwia, a także na Manhattan Automat jako boy hotelowy. W wieku 17 lat wstąpił do United States Navy SEALs, służąc przez cztery lata. Po opuszczeniu marynarki, Damiano pracował 12 lat jako technik RTG w szpitalu Jamaica Hospital w Queens. Następnie otworzył salon fryzjerski z przyjacielem i przez wiele lat pracował jako fryzjer w małym zakładzie fryzjerskim na Manhattanie. Jako zapalony fotograf amator, obsługiwał wesela i wykonywał zdjęcia dzieciom.

### Kariera
W latach 60. na sugestię swojego księgowego Damiano rozpoczął karierę filmową. Początkowo jako asystent. W wieku czterdziestu lat debiutował dramatem We All Go Down (1969). Był reżyserem takich filmów 16 mm i Super 16 mm pod pseudonimem Jerry Gerard. Były to m.in.: Diabeł w pannie Jones (The Devil in Miss Jones, 1973) czy Memories Within Miss Aggie (1974). Inne jego realizacje to: Teenie Tulip (1970), The Story of Joanna (1975), For Richer, For Poorer (1979), Consenting Adults (1982), Future Sodom (1987), Young Girls in Tight Jeans (1989), Dirty Movies (1989) i Naked Goddess 2 (1994). Był podziwiany przez innych profesjonalistów filmowców, takich jak Sergio Leone czy John Cassavetes.
W styczniu 2009 Jaime Noguera, dyrektor Międzynarodowego Festiwalu Filmów Krótkometrażowych i Alternatywnych w Benalmádenie (Festival Internacional de Cortos y Cine Alternativo de Benalmádena FICCAB), zlecił napisanie książki Paco Gisbertowi Gerard Damiano: niezależny pornograf (Gerard Damiano: el pornógrafo indie), która ukazała się 1 listopada 2009.
W dramacie biograficznym Królowa XXX (Lovelace, 2013) w reżyserii Jeffreya Friedmana i Roba Epsteina jego rolę jako reżysera filmu Głębokie gardło zagrał Hank Azaria.

## Życie prywatne
Jego trzy małżeństwa zakończyły się rozwodem. Z drugiego małżeństwa z Barbarą Walton miał dwoje dzieci: syna Gerarda Jr. i córkę Christar. W 1972 był związany z Annie Sprinkle. W 1975 poślubił Paulę Morton.

## Śmierć
Zmarł 25 października 2008 we Fort Myers na Florydzie w wieku 80. lat. Przyczyną śmierci był udar mózgu, którego doznał we wrześniu.

## Wybrana filmografia
- We All Go Down (1969)
- Głębokie gardło (Deep Throat 1972; w napisach: Jerry Gerard)
- Diabeł w pannie Jones (The Devil in Miss Jones, 1973)
- Memories Within Miss Aggie (1974)
- The Story of Joanna (1975)
- Let My Puppets Come (1976)
- Joint Venture (1977)
- Odyssey (1977)
- Fantasy (1979)
- People (1979)
- For Richer, for Poorer (1979)
- The Satisfiers of Alpha Blue (1981)
- Consenting Adults (1982)
- Throat 12 Years After (1984)
- Cravings (1985)
- Splendor in the Ass (1989; alternatywny tytuł: Sex Express)
- Young Girls in Tight Jeans (1989)
- Manbait (1990)
- Naked Goddess (1990)
- Just for the Hell of It (1991)

## Nagrody
| Rok  | Nagroda                           | Kategoria                       | Film                                 | Rezultat  |
| ---- | --------------------------------- | ------------------------------- | ------------------------------------ | --------- |
| 1983 | Adult Film Association of America | Najlepszy reżyser               | Never So Deep (1981)                 | Nominacja |
| 1983 | Adult Film Association of America | Najlepszy scenariusz            | Never So Deep (1981)                 | Nominacja |
| 1983 | Adult Film Association of America | Najlepszy zwiastun              | Never So Deep (1981)                 | Wygrana   |
| 1983 | Adult Film Association of America | Najlepszy montaż filmowy        | Never So Deep (1981)                 | Nominacja |
| 1984 | AVN Award                         | Najlepszy reżyser               | Night Hunger (1983)                  | Nominacja |
| 1985 | AVN Award                         | Najlepszy reżyser wideo         | Whose Fantasy Is This Anyway? (1983) | Nominacja |
| 1985 | AVN Award                         | Najlepszy montaż wideo          | Whose Fantasy Is This Anyway? (1983) | Wygrana   |
| 1985 | XRCO Award                        | Aleja Sław (Hall of Fame)       | –                                    | Wygrana   |
| 1985 | Critics’ Adult Film Awards        | Najlepszy reżyser               | Throat... 12 Years After (1984)      | Wygrana   |
| 1986 | AVN Award                         | Najlepszy reżyser               | Throat... 12 Years After (1984)      | Nominacja |
| 1986 | AVN Award                         | Aleja Sław (Hall of Fame)       | –                                    | Wygrana   |
| 1994 | Impulse d’Oro (Mediolan)          | Całokształt twórczości filmowej | –                                    | Wygrana   |
| 2008 | XBIZ Award                        | Całokształt twórczości filmowej | –                                    | Wygrana   |
| 2018 | Raven’s Eden Award                | Aleja Sław (Hall of Fame)       | –                                    | Wygrana   |